# EMI 1994〜1998 BEST OR WORST
『EMI 1994〜1998 BEST OR WORST 』（ベスト・オア・ワースト）は、黒夢1枚目のベスト・アルバム。1999年2月17日発売。2002年1月17日に再発。

## 概要
初回限定盤は特殊ケース仕様、ピンバッジ付。
収録曲の大半は3作目『feminism』から5作目『Drug Treatment』収録曲とその間に発売されたシングルカップリング曲から選曲。全曲リマスタリング。シングル曲はメジャーデビュー曲「for dear」を除く全曲を収録。一部楽曲は本作用に新たにリミックス・再レコーディング。『Drug Treatment』収録曲は他の楽曲に比べてかなり、リファインされている。
【SOFT DISK】17曲目、【HARD DISK】18曲目以降はライブ音源が収録されている。いずれも1998年のツアー「TOUR Many SEX Years vol. 5//CORKSCREW A GO GO!」より、12月6日青森市文化会館公演の音源が収録された。
初期音源は「演奏が未熟」との理由であまり選曲されておらず、1stアルバムからは【HARD DISK】1曲目収録「autism -自閉症-」のみ選ばれたが、自閉症協会からのクレーム（「自閉症」という言葉の意味を歌詞内で取り違えたことによる）で曲自体の収録が禁止された事により再発盤からこの曲が外された為1stアルバムからの曲は再発盤では1曲も無い。
黒夢解散ライブ前日である2009年1月28日、今まで入手困難だった「EITHER SIDE」と「MY STRANGE DAYS」を追加収録して全曲リマスタリング。SHM-CD仕様で『EMI 1994〜1998 BEST OR WORST+2』として再発売。
70万枚以上を売上（初回99年盤）。黒夢のCD作品では最も高い売上を記録。

## 収録曲

### 【SOFT DISK】
1. ICE MY LIFE (4:16)
2ndシングル。
2. 優しい悲劇 (4:34)
3rdシングル。
ミックスがシングル・オリジナルアルバムと僅かに異なる（Bメロのコーラス等）。
3. Miss MOONLIGHT (3:46)
4thシングル。
「優しい悲劇」同様、ミックスがシングル・オリジナルアルバムと異なる（シンセサイザーの音やイントロ「Cry for the moon〜」のコーラス音の大きさが抑えられている等）。
4. Love Song (4:19)
3rdアルバム『feminism』収録曲。
5. 至上のゆりかご (4:52)
3rdアルバム『feminism』収録曲。
6. 夢 (4:41)
4thアルバム『FAKE STAR〜I'M JUST A JAPANESE FAKE ROCKER～』収録曲。
7. KISS (4:45)
6thシングル「SEE YOU」カップリング曲。
8. Walkin' on the edge (2:57)
7thシングル「ピストル」カップリング曲。
9. BEAMS (FAKE STAR VERSION) (4:54)
5thシングル。
4thアルバム『FAKE STAR〜I'M JUST A JAPANESE FAKE ROCKER〜』収録ヴァージョンで収録。
10. SEE YOU (FAKE STAR VERSION) (4:55)
6thシングル。
4thアルバム『FAKE STAR〜I'M JUST A JAPANESE FAKE ROCKER〜』収録ヴァージョンで収録。
11. ピストル (FAKE STAR VERSION) (5:39)
7thシングル。
4thアルバム『FAKE STAR〜I'M JUST A JAPANESE FAKE ROCKER〜』収録ヴァージョンで収録。
12. DEAR BLUE (4:23)
5thアルバム『Drug TReatment』収録曲。
13. NITE&DAY (5:07)
9thシングル。
14. Spray (3:48)
10thシングル。
15. Merry X'mas, I Love You (4:16)
11thシングル「少年」カップリング曲。
シングル版とはアレンジが異なっている。
16. MARIA (4:38)
12thシングル。
17. REASON OF MYSELF (6:40)
4thアルバム『FAKE STAR〜I'M JUST A JAPANESE FAKE ROCKER〜』収録曲のライブヴァージョン。

### 【HARD DISK】
1. autism -自閉症- (3:54)
1stアルバム『迷える百合達〜Romance of Scarlet〜』収録曲。
次曲と繋がる編集が為されている。
2002年・2009年の2枚の再発盤には未収録。
2. CHANDLER (2:12)
2ndアルバム『Cruel』収録曲。
2002年再発盤は曲の冒頭に、カットされた前曲のアウトロが被ったまま収録。
2009年再発盤では修正された。
3. S・A・D (2:34)
2ndシングル「ICE MY LIFE」カップリング曲。
シングルにあったラストサビ前のノイズやイントロがカットされている。
4. 解凍実験 (2:58)
3rdアルバム『feminism』収録曲。
5. 「H・L・M」 is ORIGINAL (3:28)
4thアルバム『FAKE STAR〜I'M JUST A JAPANESE FAKE ROCKER〜』収録曲。
6. BARTER (4:12)
4thアルバム『FAKE STAR〜I'M JUST A JAPANESE FAKE ROCKER〜』収録曲。
『FAKE STAR〜I'M JUST A JAPANESE FAKE ROCKER〜』収録版よりも、アウトロが若干長い。
7. SEX SYMBOL (3:24)
4thアルバム『FAKE STAR〜I'M JUST A JAPANESE FAKE ROCKER〜』収録曲。
8. Suck me! (2:53)
8thシングル「Like @ Angel」カップリング曲。
9. Distraction (2:39)
5thアルバム『Drug TReatment』収録曲。
10. BAD SPEED PLAY (2:25)
5thアルバム『Drug TReatment』収録曲。
11. MIND BREAKER (3:59)
5thアルバム『Drug TReatment』収録曲。
12. Unlearned Man -1998 CRAZY FIRE VERSION- (3:57)
12thシングル「MARIA」カップリング曲。
次曲と繋がる編集が為されている。
13. "カマキリ" -1997 BURST VERSION- (3:48)
10thシングル「Spray」カップリング曲。
本作用に再録音。[要出典]
シングル盤とアレンジが異なる。
14. "SICK" -1997 BURST VERSION-  (3:01)
9thシングル「NITE & DAY」カップリング曲。
15. 後遺症-aftereffect- (3:14)
6thアルバム『CORKSCREW』収録曲。
16. 少年 (5:26)
11thシングル。
17. Like @ Angel -NEW TAKE- (4:48)
8thシングル。
5thアルバム『Drug TReatment』収録ヴァージョンで収録。
18. S.O.S (3:19)
4thアルバム『FAKE STAR〜I'M JUST A JAPANESE FAKE ROCKER〜』収録曲のライブヴァージョン。
19. LET'S DANCE (5:54)
5thアルバム『Drug TReatment』収録曲のライブヴァージョン。
20. C.Y.HEAD (2:30)
5thアルバム『Drug TReatment』収録曲のライブヴァージョン。
21. FAKE STAR (2:22)
4thアルバム『FAKE STAR〜I'M JUST A JAPANESE FAKE ROCKER〜』収録曲のライブヴァージョン。
22. EITHER SIDE
「1996 FAKE STAR'S CIRCUIT」横浜アリーナにて配布CDに収録されているライブ音源。
2009年再発盤のみ収録。
23. MY STRANGE DAYS
VHS『LIVE OR DIE -Corkscrew A Go Go-』予約購入特典CDに収録されているライブ音源。
2009年再発盤のみ収録。